# 圣格里耶德
圣格里耶德（法語：Saint-Griède，法語發音：[sɛ̃ ɡʁijɛd]）是法国热尔省的一个市镇，属于孔东区。

## 地理
圣格里耶德（43°43'37"N, 0°5'34"W）面积7.52 平方千米，位于法国奧克西塔尼大區热尔省，该省份为法国西南部内陆省份，北起顺时针与洛特-加龙省、塔恩-加龙省、上加龙省、上比利牛斯省、大西洋比利牛斯省和朗德省接壤。
与圣格里耶德接壤的市镇（或旧市镇、城区）包括：上阿尔布拉德、科蒙、拉讷苏比朗、勒兰-拉皮若勒、圣马丹达马尼亚克。

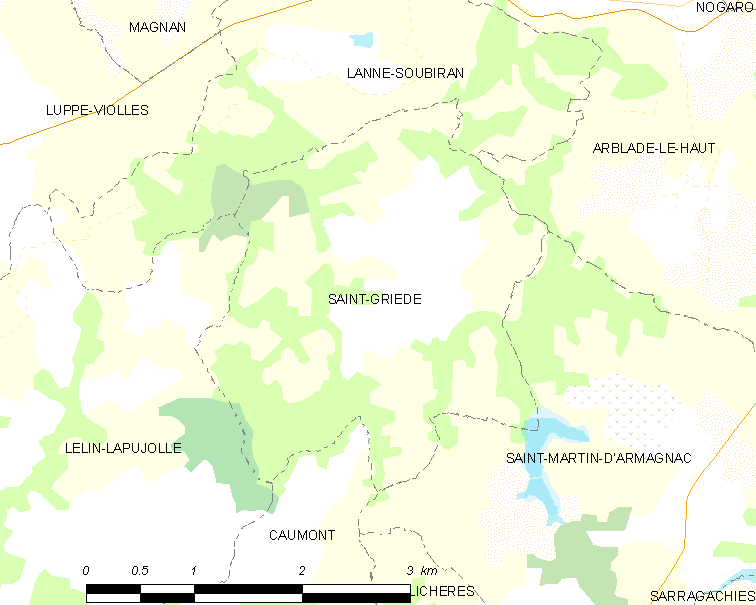
圣格里耶德的OSM定位图

圣格里耶德的时区为UTC+01:00、UTC+02:00（夏令时）。

## 行政
圣格里耶德的邮政编码为32110，INSEE市镇编码为32380。

## 政治
圣格里耶德所属的省级选区为大下阿马尼亚克县。

## 人口

1962-2008年间圣格里耶德人口变化图示

圣格里耶德于2022年1月1日时的人口数量为141人。